# Concorso internazionale di composizione "2 Agosto"
"Il Concorso internazionale di composizione "2 Agosto" è uno dei maggiori concorsi di composizione d'Italia, nato nel 1994 per volere dell'"Associazione tra i famigliari delle vittime della strage alla stazione di Bologna del 2 agosto 1980”.
Il concorso è stato creato con lo scopo di mantenere viva la memoria delle vittime, ma allo stesso tempo per superare il concetto di mera commemorazione, trasformando la giornata del 2 Agosto in una risposta creativa ed artistica alla barbarie terrorista.
Il concorso si svolge sotto l'alto patronato del presidente della Repubblica Italiana e promosso dal  Comitato di Solidarietà alle Vittime delle Stragi, composto dal Comune di Bologna, dalla Città Metropolitana di Bologna e dalla Regione Emilia-Romagna.

## Il concorso
“La musica deve sostituire il frastuono della bomba.” Torquato Secci, Primo Presidente dell'Associazione tra i famigliari delle vittime della strage alla stazione di Bologna del 2 agosto 1980 
Fin dalle prime edizioni il concorso si svolge a titolo gratuito: a nessun partecipante sono richieste tasse di iscrizione o contributi di alcun tipo. Il concorso è aperto ai giovani di tutto il mondo con regole che possono variare da un'edizione all'altra, ma il limite è solitamente posto a 35 anni di età.
Il bando di gara esce solitamente nei primi mesi dell'anno e tutti coloro che vogliono partecipare, sono invitati ad inviare la loro partitura per via telematica entro una scadenza predeterminata.
Il tema e la tipologia delle opere ammesse al concorso varia di anno in anno.
Una giuria appositamente scelta ha poi il compito di decretare i vincitori, che vedranno la loro opera eseguita dal vivo in piazza Maggiore a Bologna la sera del 2 agosto, come evento finale delle commemorazioni della Strage.
Il grande concerto finale è ripreso dalla RAI, che si occupa della diffusione televisiva e radiofonica.

## I Presidenti della giuria
La giuria del concorso varia ogni anno e dal 1994 ad oggi molti sono i musicisti che si sono succeduti nel ruolo di presidente:
Riccardo Muti, Ennio Morricone, Michelangelo Zurletti, Riccardo Chailly, Semyon Bychkov, Eliot Fisk, Federico Mondelci, Robert Beaser, Tania Leòn, Michel Portal, Jacob Ter Veldhuis, Jesus Villa Rojo, Aurelio Samorì, Marco Tutino, Klaus Ager, Detlev Glanert, Barbara Rettagliati, Domenico Nordio, Jesús Rueda, Fabrizio De Rossi Re, Gianvincenzo Cresta, Nicola Sani, Alessandro Solbiati, Ivan Fedele, Silvia Colasanti, Nicola Campogrande.

## Organizzazione
Dal 1995 il Direttore Artistico del Concorso è stato Fabrizio Festa. Dal 2019 il Concorso di Composizione "2 Agosto" è organizzato dalla Fondazione del Teatro Comunale di Bologna, in collaborazione con:
- Stefano Cuppi - Presidente
- Maurizio Guermandi - Organizzatore - Marketing & Comunicazione
- Chiara Maria Monetti - Consulente

## Edizioni e vincitori.[8]
| Anno | Composizione Giuria | 1º Premio                                                             | 2º Premio                                               | 3º Premio                                                          |
| ---- | --- | --------------------------------------------------------------------- | ------------------------------------------------------- | ------------------------------------------------------------------ |
| 1995 | Riccardo Muti Salvatore Accardo Alberto Caprioli Azio Corghi Fabrizio Festa Tito Gotti Gioacchino Lanza Tomasi Hubert Stuppner                                                           | Fabio Nieder "Cinque pezzi per orchestra"                             | Carlo Pedini "Il Cantico dei Cantici"                   | Roberto Rusconi "Nel silenzio... dal profondo"                     |
| 1996 | Ennio Morricone Luisa Castellani Renato Rivolta Claudio Scannavini Alessandro Solbiati Walter Tortoreto Fabrizio Festa                                                                   | Alberto Colla "Pax"                                                   | Angelo Inglese "...Etenim si ego pax..."                | Nicola Ciarmatori "...Efferas Feras..."                            |
| 1997 | Renee Jonker Giuliano Carmignola Riccardo Chailly Fabrizio Festa Jerzy Maksymiuk Michelangelo Zurletti                                                                                   | Massimiliano Messieri "Virus"                                         | Luca Belcastro "La speranza si torce"                   | Alessandra Corbelli "Piccolo concerto n.1"                         |
| 1998 | Semyon Bychkov Leonid Klinitchev Renee Jonker Danilo Grassi Carlo Galante Vincenzo Palermo Fabrizio Festa                                                                                | Thomas Ingoldsby "Lamentations and celebrations"                      | Paolo Coggiola "Lo specchio di Nigromontanus"           | Giovanni Bonato "Worposs Passacaglia"                              |
| 1999 | Eliot Fisk Tomaso Lama Giovanni Sollima Gimpierro Martirani Matteo D'Amico Fabrizio Festa                                                                                                | Christos Papgeorgiou "Airocklinos"                                    | Dragana Jovanovich "AB RE 1999"                         | Ronald MacNiven "Conflicts and Resolutions"                        |
| 2000 | John Psathas Federico Mondelci Carlo Pedini Fabrizio Festa | Marco Biscarini "Solo per questa notte: 2 agosto"                     | Rossano Pinelli "Umore"                                 | Mirko Guerini "Peace #3"                                           |
| 2001 | Robert Beaser Ada Gentile Dragana Jovanovich Ivano Battiston Fabrizio De Rossi Re Richard Galliano Fabrizio Festa                                                                        | Pino Iodice "The last station"                                        | Marco Biscarini "Da lontano... adagio"                  | Shigeru Kan-No "Semi-concerto grosso"                              |
| 2002 | Tania Leon Salvatore Accardo Barbara Doll Kamran Khancheh Paolo Maragoni Aurelio Samorì Fabrizio Festa                                                                                   | Daniele Gasparini "Il violino invisibile"                             | Tomi Raisanen "Nomad"                                   | Shaun Christopher Bracey "From tragedy to hope"                    |
| 2003 | MIchel Portal Francoise Choveaux Jesus Villa-Rojo Dmitri Nicolau Guido Arbonelli Fabrizio Festa                                                                                          | Andrea Manzoli "Concertante da voci"                                  | Anthony Suter "Slipping slowly into the sky"            | Hiroaki Tokuanga "Clarinettissimo"                                 |
| 2004 | Jacob Ter Veldhuis Nuno Guedes De Campos Berislav Sipus Enrico Cocco Francesco Di Mauro Fabrizio Festa                                                                                   | Tatsuji Toyozumi "Radiation"                                          | Vito Palumbo "Movimento I"                              | ex aequo: George Dulin "Scene from a Living Dream" e Eddy Serafini |
| 2005 | Jesus Villa-Rojo Dimitri Nicolau Gianvincenzo Cresta Wing-Wah Chan Ivano Ascari | Takahiro Sakuma                                                       | Eddy Serafini                                           | Mirko Guerini                                                      |
| 2006 | Aurelio Samorì Mario Ancillotti Filippo Bulfamante Bryan Johanson Riccardo Piacentini Fabrizio Festa                                                                                     | Federico Cumar "Papageno made me write this piece"                    | Flauto ed Orchestra "Burlesca concertante"              | Giancarlo Scarvaglieri "Mozart meets me"                           |
| 2007 | Marco Tutino Filippo Bulfamante Nicola Campogrande Bryan Johanson Peter Athony Monk Francesco Pepicelli Fabrizio Festa                                                                   | Andrea Nosari "Long lod road"                                         | Adriana Isabel Figueroa Manas "Aire de tango"           | Simone Santini "Il rito dell'inverno"                              |
| 2008 | Claus Ager Henri-Claude Fantapié Tomi Räisänen Per Rundberg Gianvincenzo Cresta Massimiliano Messieri Fabrizio Festa                                                                     | Javier Farias "Cante la Tierra"                                       | Alejandro Marco Gomez Lopera "La danza de la tierra"    | Daniel Basford "Concertante Suite"                                 |
| 2009 | Tania Leòn Thüring Brähm Osman Gioia Detlev Glanert Gianni Nazzareno Francia Massimo Priori Fabrizio Festa                                                                               | Amirhossein Eslami Mirabadi Parsi “Memorial of Ferdowsi”              | Michele Corcella “Solennemente e intensamente”          | Anton Tanonov "Severing winter”                                    |
| 2010 | Ennio Morricone Fabrizio Festa Thüring Brähm Luca Cori Angelo Inglese Massimo Priori | Andrej Goricar “Ex Anima”                                             | Ryosuke Karaki “The Bird That Aspires To The Moon”      | Ulziibayar Shatar “Variations aTokkata On A Mongolian Folk Song”   |
| 2011 | Detlev Glanert Fabrizio Festa Silvia Colasanti Antonio Tinelli Davide Masarati Zaid Jabri Annelies Van Parys                                                                             | Adriano Gaglianello “Rapsodia concertante”                            | Antonio Casagrande “Diabolical Machine”                 | Davide Fensi “Risorgimenta(l) Variatio”                            |
| 2012 | Domenico Nordio Fabrizio Festa Andrej Goricar Amir Eslami Annelies Van Paris Roberto Molinelli Gianvincenzo Cresta                                                                       | Martin Kennedy “Depending Upon the Light”                             | Zhenzhen Zhang “The 2nd of August”                      | Edward Top “My Skeletonized Portrait”                              |
| 2013 | Jesús Rueda Dragana Jovanovich Virginia Guastella Andrej Goričar Alfredo Rugeles | Ilya Demutsky "The closing statement of the accused"                  | Zaid Jabri "Les Temps des Pierres"                      | Scott M. Ninmer "Silvan Spirits"                                   |
| 2014 | Gianvincenzo Cresta Gillian Anderson Virginia Guastella Victoria Harmandjieva Tomi Räisänen                                                                                              | Beniamin Baczewski "Le Spectre Rouge"                                 | Kyle Hnedak "Atticus"                                   | Matthieu Lechowski "Duel at Schrapnell"                            |
| 2015 | Fabrizio de Rossi Re (Italia) - Presidente Barbara Rettagliati (Svizzera) Marco Taralli (Italia) Victoria Harmandjieva (Svizzera/Bulgaria) Fabrizio Festa (Italia) - Direttore Artistico | Vahid Jahandari "The Checkered City"                                  | Paolo Cognetti "Mare Monstrum, Verso Luce"              | Alvand Jalali Jafari "The red apple of the sun"                    |
| 2016 | Nicola Sani (Italia) - Presidente Francesco Nappa (Italia) Günay Mirzayeva (Azerbaijan) Girolamo Deraco (Italia) Fabrizio Festa (Italia) - Artistic Director                             | Alessio Manega "Sincretesi Prima"                                     | Giuseppe Ricotta "Quattro Fauni in Fuga dal Tempo”      | Matthieu Lechowski"Le Grillage"                                    |
| 2017 | Marco Betta (Italia) - Presidente Alessandro Castelli (Italia) Andrea Portera (Italia) Enzo Filippetti (Italia) Ivano Battiston (Italia) Fabrizio Festa (Italia) - Artistic Director     | Mohammad Amin Sharifi “TrombionOphone or Riders in the Field of Hope" | Paolo Cognetti “C(y\|ir)cles. In cerca della a-dualità” | Lorenzo Fiorentini “J-Rhapsody"                                    |
| 2018 | Barbara Rettagliati (Italia) - Presidente Angelo Valori (Italia) Mario Rosini (Italia) Michele Corcella (Italia) Fabrizio Festa (Italia)                                                 | Mozhgan Chahian "Elegy for the Peace"                                 | Ilia Skibinsky "The Road"                               | Alessandro Papaianni "Fantasia Sinfonica n.4"                      |
| 2019 | Alessandro Solbiati (Presidente) Clara Iannotta (Italia) Yoichi Sugiyama (Giappone) Javier Torres Maldonado (Messico) Fulvio Macciardi (Italia)                                          | Luca Ricci "Transitori Permanenti"                                    | Carmelo Bongiovanni "Colors"                            | Lin Sen "Autumn"                                                   |
| 2020 | Alessandro Solbiati (Presidente) Silvia Colasanti (Italia) Beat Furrer (Austria) Michele Dall'Ongaro (Italia) Bruno Mantovani (Italia)                                                   | Danilo Comitini "Resa al labirinto"                                   | Otto Wanke "Ariadne’s thread"                           | Simone Cardini "Ancorato, proteso, diffratto"                      |
| 2021 | Ivan Fedele (Presidente) Augusta Read Thomas (USA) Unsuk Chin (Corea) Marco Angius (Italia) Claudio Ambrosini (Italia)                                                                   | Francesco Vitucci "Nelle Pieghe"                                      | Cesare Rolli "Fluo"                                     | Krystian Neścior "Pezzetti di nebbia"                              |
| 2022 | Ivan Fedele (Presidente) Charlotte Seither (Germania) Malika Kishino (Giappone) Fabio Nieder (Italia) Pasquale Corrado (Italia)                                                          | Eugenio Mininni "(My room has) two doors"                             | Farzan Salsabili "Pre[c]lude"                           | Agustín Castellón Molina "A través de los océanos"                 |
| 2023 | Silvia Colasanti (Presidente) Raquel García Tomás (Spagna) Pedro Halffter(Spagna) Francesco Filidei(Italia) Jaume Santonja (Spagna)                                                      | Leonardo Marino "How to repair your Zeitgeist"                        | Davide Tramontano "Broken Streams"                      | Giovanni Ciardi "Tides"                                            |
| 2024 | Silvia Colasanti (Presidente) Raquel García Tomás (Spagna) Virginia Guastella Frédéric Chaslin (Francia) Marcello Panni (Italia)                                                         | Francesco Darmanin "Essere un fiore"                                  | Lorenzo Petrizzo "MEMENTO"                              | Sina JafariKia "Tishtrya"                                          |
| 2025 | Nicola Campogrande (Presidente) David del Puerto (Spagna), Petra Grassi (Italia), Luís Tinoco (Portogallo), Denise Fedeli (Svizzera)                                                     | Jacopo Proietti "Che Silenzio!"                                       | Francesco Sottile "Salmo 120"                           | Teo Montero Rey "Deus, Deus meus"                                  |

## Le opere commissionate
Alcune delle opere commissionate direttamente dagli organizzatori ed eseguite fuori concorso durante il concerto in piazza Maggiore
- Marco Betta - Orizzonte - Aria per violin e orchestra - Solista: Cristiano Rossi
- Sergio Rendine - Exultate - per voci popolari e orchestra - Solisti: Fausta Vetere and Antonio Romano
- Luis de Pablo - Vendaval - per symphonic orchestra
- Carlo Boccadoro - Why? - per violin, piano e orchestra - Solisti: Cristiano Rossi Danilo Perez
- Danilo Perez - Panamerican suite - per vibraphone, piano e orchestra - Solisti: Gary Burton, Danilo Perez
- Carlo Pedini - Le strade di Torquato - per percussions -
- Ennio Morricone - Non devi dimenticare - per reciting voice, soprano e orchestra
- Giovanni Sollima - Guitar Chemistry - per chitarra elettrica e orchestra
- Larry Coryell - Sentenza del Cuore - per two electric guitars and orchestra - Solisti: Larry Coryell, Al Di Meola
- Leni Stern - I see your face - per voice, choir and orchestra - lyrics by Leni Stern - Solista: Leni Stern
- Michael Brecker - African Skies - (orchestration: Gil Goldstein) - per tenor saxophone, choir and orchestra - Solista: Michael Brecker
- John Psathas - Omnifenix - per tenor saxophone and orchestra - Solista: Michael Brecker
- Fabrizio De Rossi Re  - Slow Dance - per accordion and orchestra - Solista: Ivano Battiston
- Tania Leòn - Horizons - per symphonic orchestra
- Françoise Choveaux - Fantasie op. 122 - per clarinet and orchestra - Solista: Guido Arbonelli
- Michel Portal - Histoire de vent - (orchestrations: Marco Biscarini and Daniele Furlati) - per clarinet and orchestra - Solista: Michel Portal
- Uri Caine - In memoriam - per piano solo - Solista: Uri Caine
- Paolo Fresu - Venticinque anni dopo - (orchestrations: Fabrizio Festa) - per trumpet and orchestra: Solisti: Paolo Fresu, Cristina Zavalloni
- Fabrizio Festa - Clandestino - per voice, trumpet and orchestra - Solisti: Cristina Zavalloni, Paolo Fresu
- Nicola Campogrande - Absolut - new version per cello, electric bass and orchestra - Solisti: Robert Cohen, Angelo Liziero
- Lorenzo Ferrero - 2 Agosto. Prima variazione - Variazioni su un tema di Banchieri per organo e orchestra. Solista: Roberto Marini
- Gianvincenzo Cresta - A Miriam. Con la punta delle dita. - Variazioni su un tema di Banchieri per organo e orchestra. Solista: Roberto Marini
- Alberto Colla - Ricordo - Variazioni su un tema di Banchieri per organo e orchestra. Solista: Roberto Marini
- Bryan Johanson - Fresco - Variazioni su un tema di Banchieri per organo e orchestra. Solista: Roberto Marini
- Tatsuji Toyozumi - Voices - Little Things
- Tomi Räisänen - Voices - Fortuna Favoris
- Pedro Ravares - Voices - Baião
- Simone Santini - Voices - La forza debole
- Michele Corcella - Raggi di un sogno nascente - per quattro ocarine, clarinetto, mandolino, fisarmonica ed ensemble (sintetizzatori, chitarra elettrica, basso elettrico, batteria)
- Roberto Molinelli -“Zorn Hoffnung Gesang” - per violino e orchestra Solista: Domenico Nordio
- Giovanni Di Giandomenico/Valentina Casesa/Roberto Prezioso/Giuseppe Ricotta/Giulia Tagliavia “Dedica - omaggio a Giuseppe Verdi” - per soprano, mezzosoprano, voce, baritono
- Claudio Lolli – Piazza Bella Piazza Arrangiamento e orchestrazione di Michele Corcella
- Cinzia Venturoli, Valerio Corzani e Fabrizio Festa - Resistenza
- Francesco Maggio - Di Morsi e Rimorsi
- Federico Torri,  Benedetta Zamboni, Jacopo Aliboni “Tre per Tre”
- Giovanni Vannoni "Adiaforia", Riccardo Perugini "Fiore di plastica", Francesca Cordone "Massa critica", Enea Chisci " Ｍａ（間） " [9] [10]

## Logo e Sito Internet
In occasione della XX Edizione, il Concorso ha subito un restyling dell'immagine che ha portato alla creazione di un nuovo logo istituzionale e di un nuovo sito Internet attraverso il quale i giovani musicisti di tutto il mondo possono partecipare alla gara per via telematica.